# Gharehasan
Gharehasan (pers. قره حسن) – wieś w zachodnim Iranie, w ostanie Kermanszah. W 2006 roku miejscowość liczyła 326 osób w 72 rodzinach.